# Миливоје Арачић
Миливоје Арачић (Београд, 14/26. јун 1891 — Лондон, 19. октобар 1951) био је српски инжењер, политичар и народни посланик.

## Школовање
Рођен је у Београду као син генерала Вукомана Арачића и Милице, брат је генерала Петра Арачића.
Матурирао је школске 1908/09. у Другој Београдској гимназији и као редован ученик ступио на Технички факултет Београдског Универзитета школске 1909/10. Факултет је завршио у ратним условима, а затим као државни питомац завршава и Школу Јавних радова (École des Travaux Publics) у Паризу 1917. године, где добија диплому грађевинског инжењера. Током стажирања учествовао је у истраживању пловидбе током реке Лоаре. Након тога одслужује војску за време рата.

## Каријера
Године 1919. бива постављен за подинжењера у Хидротехничком заводу Министарства пољопривреде. На изборима за Уставотворну скупштину 28, новембра 1920. је учествовао као други носилац на Земљорадничкој листи у Моравском округу (за посланика са те листе је тада изабран Милан Ст. Јевтић, земљорадник из Луковице), а 8. априла 1921. године ипак бива изабран за Народног посланика Уставотворне скупштине Краљевине Срба, Хрвата и Словенаца, уместо Милана Ст. Јевтића, који је поднео оставку.  Тада и напушта рад у Хидротехничком заводу. Учествовао је и у раду редовног скупштинског сазива све до децембра 1922. године.
На изборима за Скупштину марта 1923. г. био је носилац листе за Моравски округ испред Земљорадничке странке. Од укупно 6.985 гласова, његова листа је освојила 667, односно четврто место, те није изабран за посланика. Био је активан на јачању задругарства и члан Главног Савеза Српских земљорадничких задруга и члан Управног одбора Главне Земљорадничке Набављачке задруге.
Од 1925. био је главни секретар Савеза земљорадника. Као делегат Главног Савеза Српских земљорадничких задруга је учествовао на конгресу Општег савеза Бугарских земљорадничких задруга у Софији.
Од октобра 1931. до маја 1932. био је одборник у Београдској општини. Такође је упоредо радио и као грађевински и геодетски инжењер код инжењера Андоновића, где је између осталих послова радио и на катастарском премеру Александровца.
Био је председник државног спортског одбора и члан утемељивач друштва Светог Саве.
Од 1936. године био је Начелник Одељења општег телесног васпитања при Министарству физичког васпитања народа и учествовао је у доношењу Закона о обавезном телесном васпитању. Управни одбор Ватрогасне жупе Београд одликовао га је Златним крстом за нарочите заслуге на унапређењу ватрогаства.
Године 1939. год. постављен је за вршиоца дужности ректора Школе за телесно васпитање, која се налазила у Београду.
На том положају га и затиче Други светски рат и окупација земље.
У току рата налази се у Влади Милана Недића и то на положају начелника Министарства просвете и вера.

## Емиграција
Након рата, током 1946. године, емигрирао је најпре у Италију, а затим у Енглеску код ћерке, где је и умро и сахрањен 1953. године.

## Породица
Био је ожењен Јулијом, рођена Матић 15. 6. 1903. године у Панчеву. Имали су троје деце, ћерке Ружицу (31.8.1922) и Олгу (15. 7.1925) и сина Вукомана (1924—1944). Вукоман је погинуо током Другог светског рата као припадник Равногорског покрета. Рањен од Немаца 1944. у покушају ослобађања патријарха Гаврила из Војловице, Ружица се удала у Енглеској, а Олга је након рата живела у Београду.